# Lewis Peaks
Die Lewis Peaks sind zwei 1065 m hohe Berge an der Loubet-Küste des Grahamlands im Norden der Antarktischen Halbinsel. Im Westen der Arrowsmith-Halbinsel ragen sie 5 km östlich der Day-Insel auf.
Teilnehmer der Fünften Französischen Antarktisexpedition (1908–1910) unter der Leitung des Polarforschers Jean-Baptiste Charcot nahmen 1909 eine grobe Kartierung vor. Der Falkland Islands Dependencies Survey benannte sie nach einer neuerlichen Kartierung im Jahr 1948 nach John Harding Lewis (1922–1990) von der Royal Air Force, der im Februar 1950 mit einer Auster Aircraft Erkundungsflüge zu den Eisbedingungen in der Marguerite Bay unternommen hatte.